# НХЛ у сезоні 1964—1965
НХЛ у сезоні 1964/1965 — 48-й регулярний чемпіонат НХЛ. Сезон стартував 12 жовтня 1964. Закінчився фінальним матчем Кубка Стенлі 1 травня 1965 між Монреаль Канадієнс та Чикаго Блекгокс перемогою «Канадієнс» 4:0 в матчі та 4:3 в серії. Це тринадцята перемога в Кубку Стенлі Монреаля.

## Огляд
- 15 травня 1964, Сем Поллок змінив Франка Селке на посаді генерального менеджера «Монреаль Канадієнс».
- 9 серпня 1964 у «зірки» «Чикаго» Боббі Галла народився син Бретт.
- 16 грудня 1964, «Детройт Ред-Вінгс» переграв в гостях «Нью-Йорк Рейнджерс» 7:3 та здобув 1000 перемогу в історії клубу.
- 27 січня 1965, Ульф Стернер став першим шведським хокеїстом в НХЛ, він з'явився в матчі проти «Бостона» у складі «Нью-Йорк Рейнджерс». В тому матчі перемогли «Рейнджерс» 5:2. Стернер відіграв у НХЛ лише чотири гри.
- 4 лютого 1965, Террі Савчук (виступав за «Торонто»), став першим воротарем в історії НХЛ, який одержав 400 перемог.

## Матч усіх зірок НХЛ
18-й матч усіх зірок НХЛ пройшов 10 жовтня 1964 року в Торонто: Торонто Мейпл-Ліфс — Усі Зірки 2:3 (0:0, 1:2, 1:1).

## Підсумкова турнірна таблиця
| # | Команда            | І  | В  | П  | Н  | ШЗ  | ШП  | Очки |
| - | ------------------ | -- | -- | -- | -- | --- | --- | ---- |
| 1 | Детройт Ред-Вінгс  | 70 | 40 | 7  | 23 | 224 | 175 | 87   |
| 2 | Монреаль Канадієнс | 70 | 36 | 11 | 23 | 211 | 185 | 83   |
| 3 | Чикаго Блек Гокс   | 70 | 34 | 8  | 28 | 224 | 176 | 76   |
| 4 | Торонто Мейпл-Ліфс | 70 | 30 | 14 | 26 | 204 | 173 | 74   |
| 5 | Нью-Йорк Рейнджерс | 70 | 20 | 12 | 38 | 179 | 246 | 52   |
| 6 | Бостон Брюїнс      | 70 | 21 | 6  | 43 | 166 | 253 | 48   |

## Найкращі бомбардири
| Гравець          | Команда           | І  | Г  | П  | О  | ШХ  |
| ---------------- | ----------------- | -- | -- | -- | -- | --- |
| Стен Микита      | Чикаго Блек Гокс  | 70 | 28 | 59 | 87 | 154 |
| Норм Ульман      | Детройт Ред-Вінгс | 70 | 42 | 41 | 83 | 70  |
| Горді Хоу        | Детройт Ред-Вінгс | 70 | 29 | 47 | 76 | 104 |
| Боббі Галл       | Чикаго Блек Гокс  | 61 | 39 | 32 | 71 | 32  |
| Алекс Дельвеккіо | Детройт Ред-Вінгс | 68 | 25 | 42 | 67 | 16  |

## Плей-оф

### Півфінали
| - 1 квітня. Детройт - Чикаго 4:3 - 4 квітня. Детройт - Чикаго 6:3 - 6 квітня. Чикаго - Детройт 5:2 - 8 квітня. Чикаго - Детройт 2:1 - 11 квітня. Детройт - Чикаго 4:2 - 13 квітня. Чикаго - Детройт 4:0 - 15 квітня. Детройт - Чикаго 2:4 Серія: Детройт - Чикаго 3-4 | - 1 квітня. Монреаль - Торонто 3:2 - 3 квітня. Монреаль - Торонто 3:1 - 6 квітня. Торонто - Монреаль 3:2 ОТ - 8 квітня. Торонто - Монреаль 4:2 - 10 квітня. Монреаль - Торонто 3:1 - 13 квітня. Торонто - Монреаль 3:4 ОТ Серія: Монреаль - Торонто 4-2 |

### Фінал
- 17 квітня. Монреаль - Чикаго 3:2
- 20 квітня. Монреаль - Чикаго 2:0
- 22 квітня. Чикаго - Монреаль 3:1
- 25 квітня. Чикаго - Монреаль 5:1
- 27 квітня. Монреаль - Чикаго 6:0
- 29 квітня. Чикаго - Монреаль 2:1
- 1 травня. Монреаль - Чикаго 4:0

Серія: Монреаль - Чикаго 4-3

## Призи та нагороди сезону
| Нагороди                 | Гравець                   | Команда            |
| ------------------------ | ------------------------- | ------------------ |
| Пам'ятний трофей Колдера | Роже Кроз'є               | Детройт Ред-Вінгс  |
| Трофей Арта Росса        | Стен Микита               | Чикаго Блек Гокс   |
| Пам'ятний трофей Гарта   | Боббі Галл                | Чикаго Блек Гокс   |
| Трофей Конна Смайта      | Жан Беліво                | Монреаль Канадієнс |
| Приз Джеймса Норріса     | П'єр Пільот               | Чикаго Блек Гокс   |
| Приз Леді Бінг           | Боббі Галл                | Чикаго Блек Гокс   |
| Трофей Везини            | Джонні Бавер Террі Савчук | Торонто Мейпл-Ліфс |

| Нагорода               | Клуб               |
| ---------------------- | ------------------ |
| Приз принца Уельського | Детройт Ред-Вінгс  |
| Кубок Стенлі           | Монреаль Канадієнс |

## Команда всіх зірок
| Перша команда                    | Позиція              | Друга команда                      |
| -------------------------------- | -------------------- | ---------------------------------- |
| Роже Кроз'є, Детройт Ред-Вінгс   | Воротар              | Чарлі Годж, Монреаль Канадієнс     |
| П'єр Пільот, Чикаго Блек Гокс    | Захисник             | Білл Гедсбі, Детройт Ред-Вінгс     |
| Жак Лапер'єр, Монреаль Канадієнс | Захисник             | Карл Брюер, Торонто Мейпл-Ліфс     |
| Норм Ульман, Детройт Ред-Вінгс   | Центральний нападник | Стен Микита, Чикаго Блек Гокс      |
| Клод Прово, Монреаль Канадієнс   | Правий нападник      | Горді Хоу, Детройт Ред-Вінгс       |
| Боббі Галл, Чикаго Блек Гокс     | Лівий нападник       | Френк Маховлич, Торонто Мейпл-Ліфс |